# Метеор
 Тази статия е за астрономическия обект.  За съветския космически апарат вижте Метеор (спътник).  
Метеорът представлява светлинен ефект и е явление, което се наблюдава при навлизането на твърдо тяло (метеорит) в земната атмосфера.
Метеорите (на простонароден български език, известни и със словосъчетанията: „падаща звезда“, „летавица“, „летеница“, „небеискра“, „перунискра“ или „божискра“ и др.) се движат със скорости между 10 и 70 km/s. При навлизането си в атмосферата светят, като това светене е причинено от йонизация, а не поради триене, както обикновено се смята. Бялата димна следа, която метеорите оставят след себе си, понякога може да се наблюдава дълго време след преминаването им.
Метеори могат да се наблюдават всяка нощ, като средната честота е около 10 метеора на час. В определени периоди от годината тази честота може да е много по-висока и тогава се наблюдава явлението метеорен поток.
Когато твърдото тяло на метеора е по-голямо по размер, преминаването му през атмосферата може да се види дори при дневна светлина, понякога придружено и от звук, подобен на гърмеж. Такъв метеор се нарича болид. Достигналите до земната повърхност отломки от метеори се наричат метеорити.

## В културата
В традиционния български фолклор метеорите, наричани падащи звезди, са смятани за следи от змейове, които пътуват нанякъде или се спускат към земята. По-честата поява на метеори се обяснява с множество змейове, които отиват към мястото на голяма битка. Друга интерпретация, свързана с представата, че всеки човек има своя звезда, стояща на небето, докато е жив, е че по-ярките метеори са знак за смъртта на владетел или друга значима личност.